# Pierre Cottard
Pour les articles homonymes, voir Cottard.
Pierre Cottard, ou Cottart (né vers 1620 et mort en 1701), est un architecte et graveur français.

## Biographie

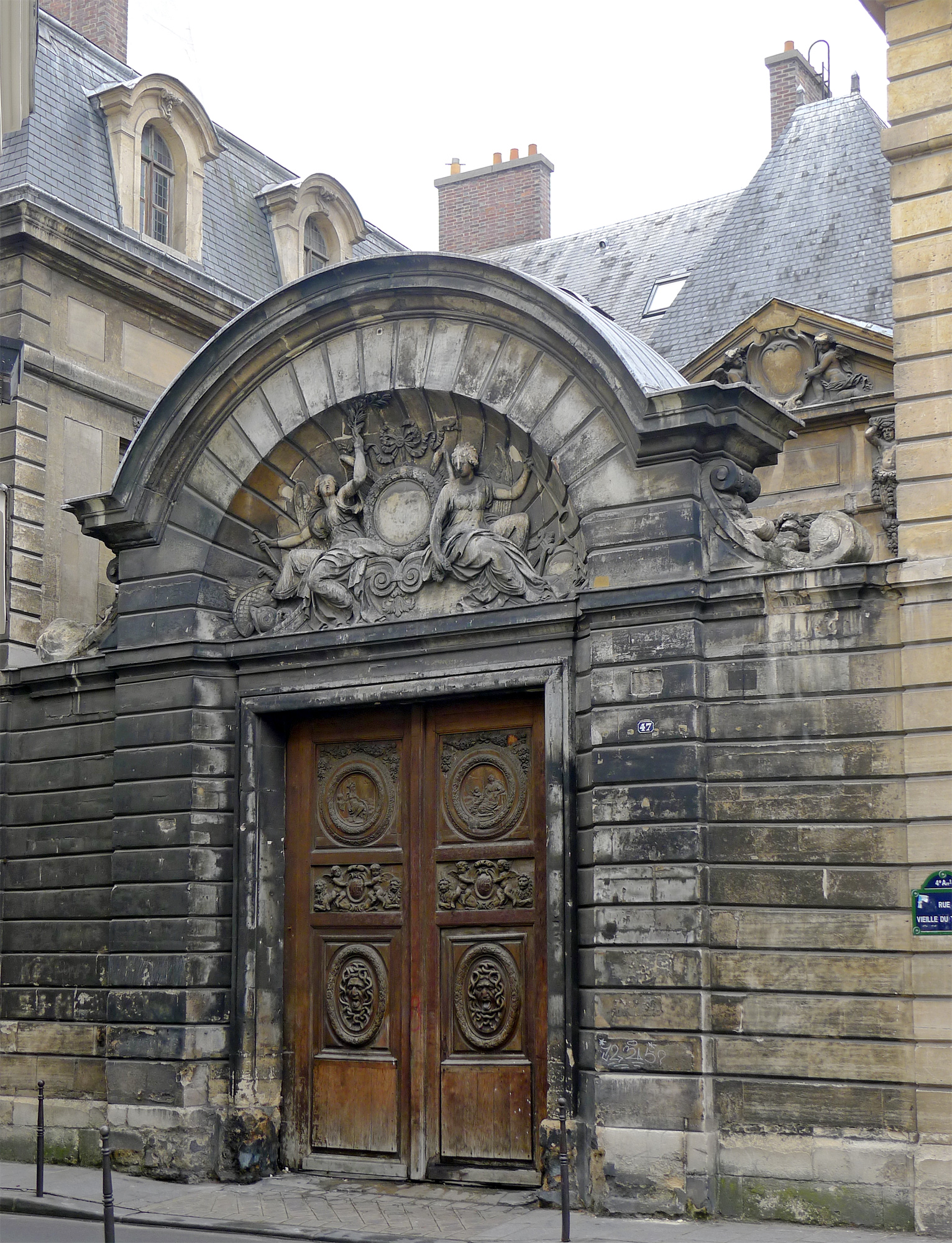
Portail de l'hôtel Amelot de Bisseuil.

Architecte, il a laissé plusieurs ouvrages gravés, dont, au début de sa carrière, Recueil de plusieurs pièces d'architecture, de 1650.
Il a construit l'hôtel Amelot de Bisseuil dit des Ambassadeurs de Hollande, entre 1657 et 1660. L'hôtel a la particularité d'avoir deux cours.
Il donne en 1665 un plan pour la façade orientale du palais du Louvre.
Il a travaillé pour la famille Colbert. Quand Édouard Colbert de Villacerf a acheté, en 1667, la seigneurie de Saint-Sépulcre (qu'il fait renommer Villacerf en 1673) de la famille de Louis Hesselin, il a demandé à Pierre Cottard de lui construire un nouveau château. Louis Hesselin, maître de la chambre aux deniers et surintendant des Plaisirs du roi, avait fait construire un nouveau château par Louis Le Vau. Le château de Le Vau n'a pas été détruit, mais il a été enveloppé par le nouveau château. Le château a été détruit.

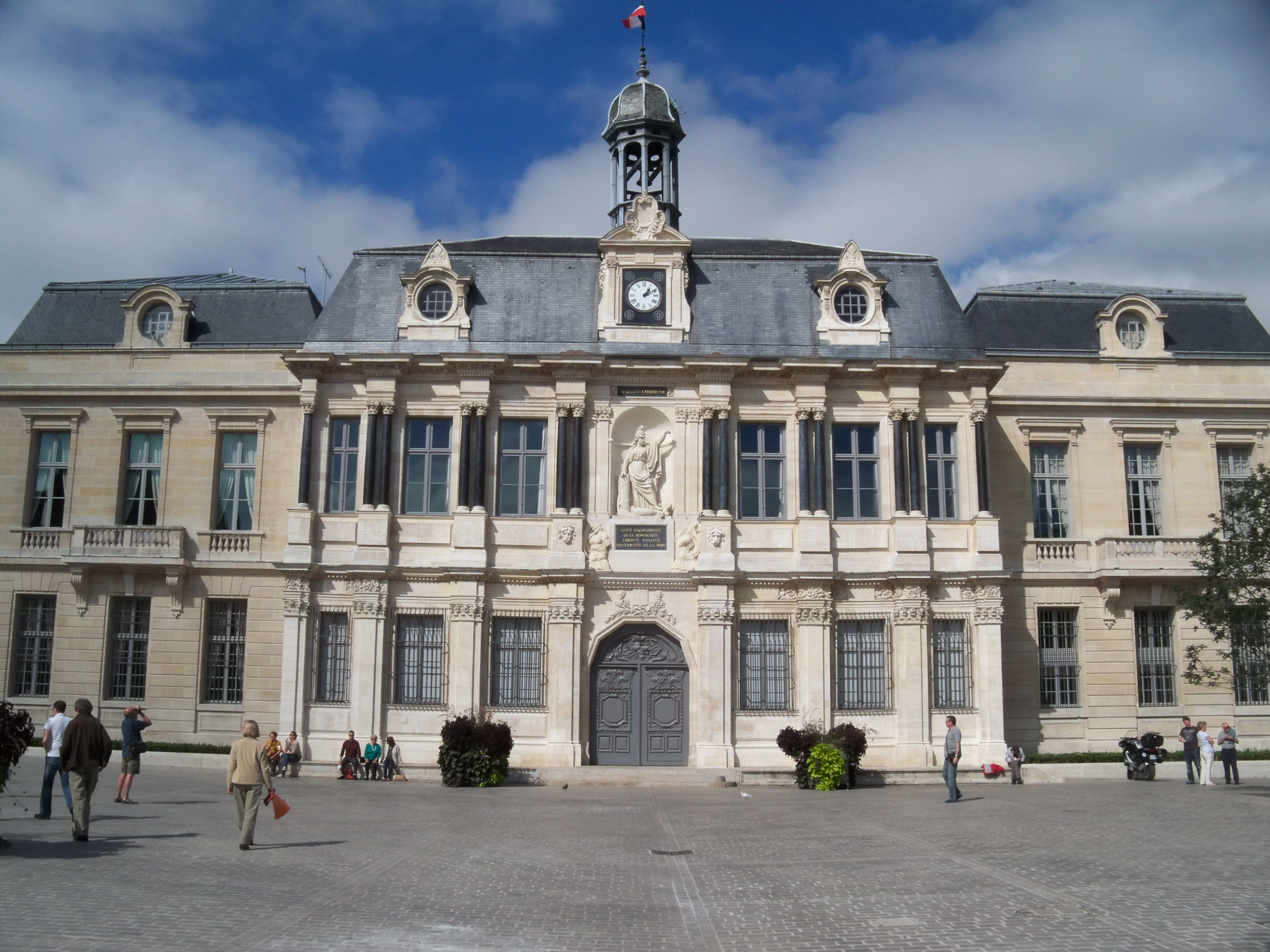
L'hôtel de ville de Troyes.

En 1669, les édiles troyens choisissent pour terminer leur hôtel de ville Pierre Cottard, cet architecte parisien qui vient de travailler pour Édouard Colbert à Villacerf. La construction de l'hôtel de ville neuf avait été commencée en 1624 sur les plans du maître-maçon Louis Noblet mais avait été interrompue faute de moyens financiers en 1626. L'architecte a réalisé une façade originale et contrastée présentant un premier étage en pierre blanche de Tonnerre orné de colonnes taillées dans la pierre noire de Tournai, d’un aspect noir et brillant, et surmonté de combles à la Mansart (brisis et terrassons). Certains éléments du décor avaient été laissés inachevés faute d'argent. La construction sous la direction de Pierre Cottard s'est terminée en 1672. L'architecte a respecté l'œuvre de son prédécesseur. La seule modification a été de réaliser un toit brisé surmonté d'un campanile à dôme. François Mignot, artiste local, a livré en 1687 la statue de Louis XIV qui se trouvait au-dessus du portail.

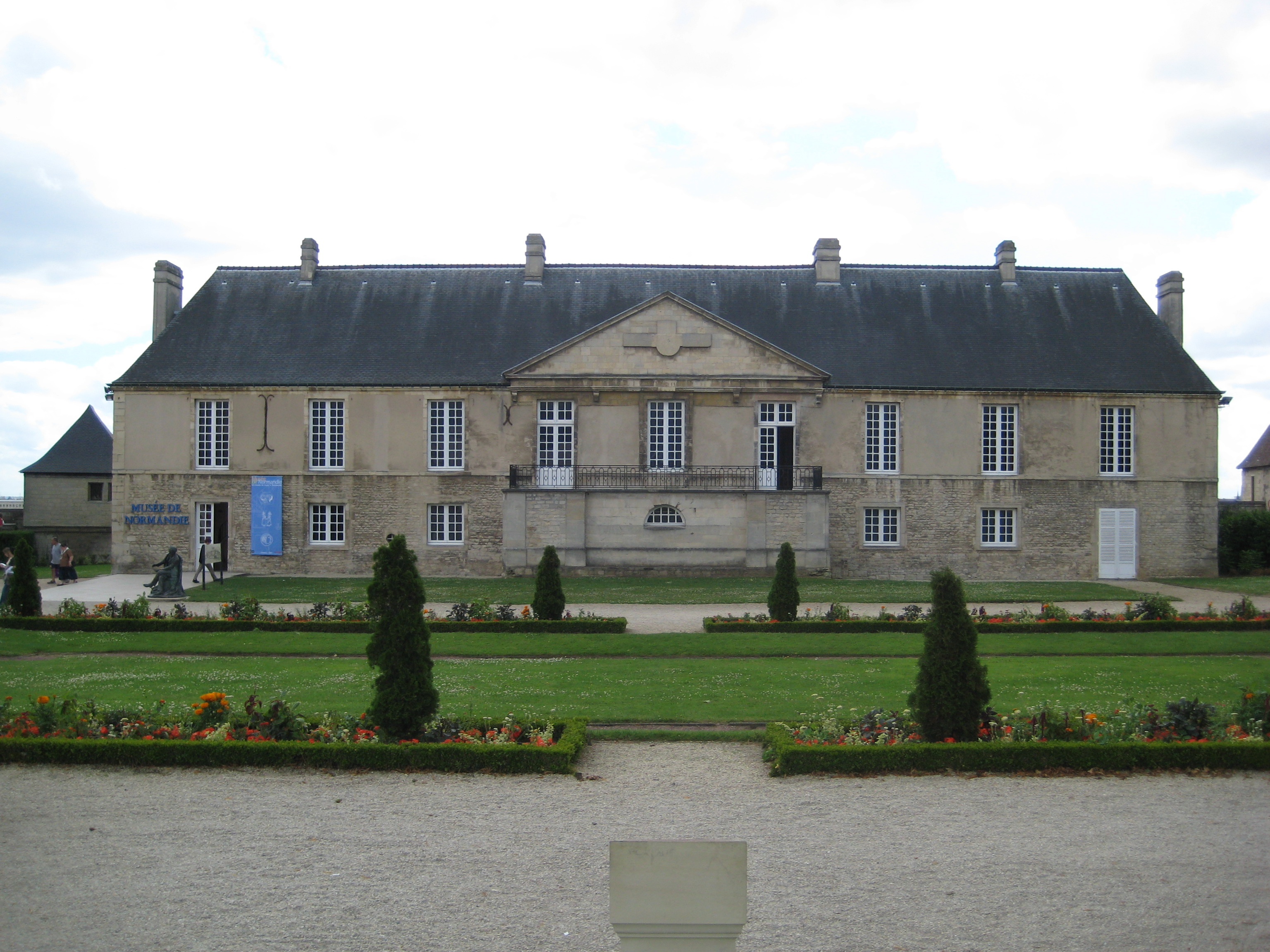
Château de Caen, logis des Gouverneurs

Entre 1680 et 1682, il intervient à la demande de Robert-Jean-Antoine de Franquetot, comte de Coigny, gouverneur du château et bailli de Caen, pour restaurer et reconstruire le Logis du roi ou du gouverneur du château de Caen. Il a construit une longue façade à fronton classique et grand escalier à terrasse.
Sur la foi de gravures de Pierre Cottard, des historiens lui ont attribué l'église des Pères de la Merci, à Paris. En fait, elle doit être attribuée à Charles Chamois.
Il figure comme architecte du roi dans les comptes de la surintendance des bâtiments. Louis Hautecœur signale qu'on ne connaît pas sa date de naissance, mais qu'il devait être fort vieux en 1697 quand le roi décida de lui verser une pension de 300 livres pour lui permettre de subsister (Histoire de l'architecture classique en France - Le règne de Louis XIV, p. 133, A. Picard, Paris, 1948).

## Œuvres gravées
Pierre Cottard a réalise plusieurs œuvres gravées :
- Recueil des œuvres de dessins faits pour Sa Majesté & autres seigneurs, 1686
- Suite de vases
- Portail des Pères de la Mercy
- Suite de portes, chez Mariette
- Nouveaux dessins de lambris, chez J. Mariette
- Quatre vues de Bourdeaux d'après le chevalier de Bassemont